# Séricorne rougegorge
Pyrrholaemus brunneus
Espèce
Statut de conservation UICN

 LC  : Préoccupation mineure
Synonymes
- Chthonicola brunneus

Le Séricorne rougegorge (Pyrrholaemus brunneus) ou Fauvette épinée est une espèce de passereaux de la famille des Acanthizidae.

## Description

### Morphologie
Il mesure de 5 à 12 g pour un poids de 12 g. 

### Comportement
Cet oiseau se nourrit principalement de graines et d'arthropodes (coléoptères, mouches, poux des plantes, cigales…).
Il se reproduit de mars à décembre.

## Répartition et habitat
Il fréquente les régions arides du centre/sud-ouest de l'Australie.